# مجلس نواب طاجيكستان
مجلس نواب طاجيكستان (بالطاجيكية: Маҷлиси намояндагони Маҷлиси Олии Ҷумҳурии Тоҷикистон )‏ هو الهيئة التشريعية في طاجيكستان، ويتكون من 63 مقعداً، وهو المجلس الأدنى في جمعية طاجيكستان العليا.

## طالع أيضًا
- جمعية طاجيكستان العليا